# 1983년 대한민국의 영화
다음은 1983년에 대한민국에 개봉된 영화에 관하여 서술한다.

## 흥행 주요 기록
외화 1위는 <사관과 신사>가 서울 563,533명을 기록했고, <007 네버 세이 네버 어게인>(555,627명), <브레드레스>(388,385명), <SAS 특공대>(309,594명), <부시맨>(296,505명)이 뒤를 이었다.
방화 1위는 <신서유기>가 서울 175,729명을 기록했으며, <적도의 꽃>(155,042명), <사랑만들기>(92,593명), <김마리라는 부인>(83,541명), <일송정 푸른 솔은>(72,620명)이 뒤를 이었다.
이로 보아 방화가 줄고, 외화가 늘었다.

## 이벤트 및 수상
- 제19회 백상예술대상
- 제22회 대종상 영화제
- 제3회 한국영화평론가협회상
- 제7회 황금촬영상

## 같이 보기
- 대한민국의 영화